# Coryphantha octacantha
Coryphantha octacantha är en kaktusväxtart som först beskrevs av Dc., och fick sitt nu gällande namn av Nathaniel Lord Britton och Joseph Nelson Rose. Coryphantha octacantha ingår i släktet Coryphantha, och familjen kaktusväxter. Inga underarter finns listade i Catalogue of Life.